# Terremoto de Marash de 1114
El terremoto de Marash de 1114 ocurrió en el área de Marash durante la madrugada del 29 de noviembre de 1114. La magnitud fue superior a 7,4. 
Marash era una ciudad importante con una gran población cristiana en ese momento. Según las fuentes contemporáneas, la ciudad estaba completamente bajo tierra. Mateo de Edesa registra que nadie que viviera en la ciudad sobrevivió al terremoto y que murieron unas 40.000 personas que vivían en Marash. Ese número parece excesivo ya que se estima que la población de la ciudad era de unos pocos miles. Miguel el Sirio registra que la ciudad de Marash es una tumba para su propia gente. Al-Azimi registra que estaba oscuro antes del terremoto, y luego nevó y se cubrió de nieve por todos lados. Aparte de Marash, el terremoto también causó destrucción en Elbistan, Sis, Mopsuestia, Keysun, Sümeysat, Hısn-ı mansûr, Raban, Edessa, Antioquía, Harrán, Alepo, Azaz, Esârib, Zerdana y Balis. El terremoto hizo que las trece torres de la muralla de la ciudad de Edesa y una parte de la muralla de la ciudad de Harrán se derrumbaran. Mientras que muchos monasterios y pueblos fueron destruidos en la ciudad de Sis, decenas de miles de personas murieron. También destruyó la fortaleza de Azez y provocó la muerte de cuatrocientas personas. Guillermo de Tiro también registra que este terremoto causó el mayor daño en la región costera de Cilicia, Isauria y el norte de Siria. El señor de Marash y el obispo de Marash, aunque ambos no mencionados en las fuentes, murieron en el terremoto.